# Slovenská fotbalová divize 1968/1969
V soubojích 4. ročníku Slovenské fotbalové divize 1968/1969 (jedna ze skupin 3. nejvyšší soutěže) se utkalo 14 týmů po dvou skupinách dvoukolovým systémem podzim - jaro.
Vzhledem k reorganizaci soutěží od ročníku 1969/70, kdy se fotbalová divize stala jednou ze skupin 4. nejvyšší soutěže, bylo rozdělení týmů následující – z Divize E postoupila první 4 mužstva do 3. ligy – sk. C, posledních 10 sestoupilo do Divize E (jako jedné ze skupin 4. nejvyšší soutěže). Z Divize F postoupilo prvních 5 mužstev do 3. ligy – sk. C, posledních 9 sestoupilo do Divize F.

## Divize E
Zdroj: 
| Poř. | Tým                     | Z  | V  | R | P  | VG | OG | B  |
| ---- | ----------------------- | -- | -- | - | -- | -- | -- | -- |
| 1.   | Strojár Detva           | 26 | 16 | 5 | 5  | 47 | 18 | 37 |
| 2.   | Dukla Nováky            | 26 | 14 | 7 | 5  | 41 | 19 | 35 |
| 3.   | Baník Prievidza         | 26 | 14 | 6 | 6  | 44 | 25 | 34 |
| 4.   | Gumárne Púchov          | 26 | 14 | 5 | 7  | 42 | 25 | 33 |
| 5.   | Kablo Topoľčany         | 26 | 13 | 6 | 7  | 38 | 24 | 33 |
| 6.   | Baník Žiar nad Hronom   | 26 | 15 | 3 | 8  | 37 | 24 | 33 |
| 7.   | Spartak SMZ Dubnica n/V | 26 | 10 | 4 | 12 | 36 | 40 | 24 |
| 8.   | AC Nitra „B“            | 26 | 9  | 3 | 14 | 29 | 38 | 21 |
| 9.   | Iskra Partizánske       | 26 | 8  | 5 | 13 | 16 | 40 | 21 |
| 10.  | Inter Bratislava „B“    | 26 | 7  | 6 | 13 | 29 | 39 | 20 |
| 11.  | Spartak Trnava „B“      | 26 | 5  | 9 | 12 | 28 | 42 | 19 |
| 12.  | Elektrosvit Nové Zámky  | 26 | 8  | 2 | 16 | 38 | 50 | 18 |
| 13.  | Jednota Trenčín „B“     | 26 | 5  | 8 | 13 | 24 | 37 | 18 |
| 14.  | Jednota Dunajská Streda | 26 | 5  | 8 | 13 | 22 | 47 | 18 |

Poznámky:
- Z = Odehrané zápasy; V = Vítězství; R = Remízy; P = Prohry; VG = Vstřelené góly; OG = Obdržené góly; B = Body

|  | Postup do 3. ligy – sk. C 1969/1970 |
|  | Přechod do Divize E 1969/1970       |

## Divize F
Zdroj: 
| Poř. | Tým                          | Z  | V  | R | P  | VG | OG | B  |
| ---- | ---------------------------- | -- | -- | - | -- | -- | -- | -- |
| 1.   | ZVL Kysucké Nové Mesto       | 26 | 12 | 8 | 6  | 37 | 26 | 32 |
| 2.   | Iskra Liptovský Mikuláš      | 26 | 11 | 8 | 7  | 27 | 22 | 30 |
| 3.   | Iskra Svit                   | 26 | 13 | 4 | 9  | 37 | 31 | 30 |
| 4.   | Lokomotíva Vranov nad Topľou | 26 | 11 | 7 | 8  | 44 | 35 | 29 |
| 5.   | Železiarne Podbrezová        | 26 | 10 | 8 | 8  | 32 | 25 | 28 |
| 6.   | Dynamo Dolný Kubín           | 26 | 12 | 4 | 10 | 36 | 29 | 28 |
| 7.   | LVSD Poprad                  | 26 | 9  | 8 | 9  | 42 | 31 | 26 |
| 8.   | Baník Rožňava                | 26 | 9  | 7 | 10 | 41 | 34 | 25 |
| 9.   | Slavoj Trebišov              | 26 | 11 | 5 | 10 | 36 | 38 | 25 |
| 10.  | Vihorlat Snina               | 26 | 9  | 6 | 11 | 40 | 37 | 24 |
| 11.  | Jednota Kežmarok             | 26 | 10 | 3 | 13 | 28 | 50 | 23 |
| 12.  | LCHZ Chemlon Humenné         | 26 | 8  | 5 | 13 | 31 | 41 | 21 |
| 13.  | Tesla Stropkov               | 26 | 9  | 3 | 14 | 34 | 56 | 21 |
| 14.  | Spartak PSP Prakovce         | 26 | 8  | 4 | 14 | 39 | 49 | 20 |

Poznámky:
- Z = Odehrané zápasy; V = Vítězství; R = Remízy; P = Prohry; VG = Vstřelené góly; OG = Obdržené góly; B = Body
- Slavoji Trebišov byly odebrány dva body za inzultaci rozhodčího.

|  | Postup do 3. ligy – sk. C 1969/1970 |
|  | Přechod do Divize F 1969/1970       |